# 佩爾沃馬伊夫卡
47°19′45″N 34°5′57″E / 47.32917°N 34.09917°E
蒂希利曼（烏克蘭語：Тихий Лиман），2024年9月前名为佩爾沃馬伊夫卡（烏克蘭語：Первомаївка），是位於烏克蘭南部的村莊，由赫爾松州卡霍夫卡區的上羅哈奇克市鎮負責管轄。該村始建於1953年，面積2.55平方公里，海拔高度71米，2001年人口1,478，人口密度每平方公里580.3人。
2024年9月19日，乌克兰最高拉达将此村的名字改为蒂希利曼。